# بیپور
بیپوره (به انگلیسی: Beypore) یک منطقهٔ مسکونی در هند است که در بخش کوژیکود واقع شده‌است. بیپوره ۱۰ کیلومتر مربع مساحت و ۶۹٬۷۵۲ نفر جمعیت دارد و ۱ متر بالاتر از سطح دریا واقع شده‌است.